# Cluster industrial
Um cluster, no mundo da indústria, é uma concentração de empresas que se comunicam por possuírem características semelhantes e coabitarem no mesmo local. Elas colaboram entre si e, assim, tornam-se mais eficientes.
Este conceito foi popularizado pelo economista Michel E. Porter no ano 1990, no seu livro Competitive Advantages of Nations ("As vantagens competitivas das nações").
No mundo existem diversos clusters industriais ligados a sectores como o automóvel as tecnologias da informação, turismo, industria audiovisual, transporte, logística, agricultura ou pesca entre outros.
Exemplos de clusters são Silicon Valley, na área da Califórnia (Estados Unidos) onde se concentram um grande número de empresas de tecnologia (microelectrónica, tecnologias da informação e biotecnologia) ou o Kista na Suécia.
A cooperação entre empresas tem, no ultimo ano, proliferado por variadas áreas de negocio. De forma resumida podemos agrupar as razões e motivações principais em dois grandes grupos:a necessidade de conseguir maior flexibilidade e por outro lado a procura de maior eficiência na satisfação de uma oportunidade temporária.
Este fenómeno tem tido uma maior evolução nas pequenas e medias empresas com limitada disponibilidade de recursos (financeiros, tecnológicos, produtivos, humanos) e com actividades complementares.
Em geral a cooperação entre empresas pode ser de dois tipos:
- Cooperação Horizontal: Envolve geralmente acordos de longo prazo entre empresas do mesmo sector que originam as denominadas “alianças estratégicas”;
- Cooperação vertical: Envolve diferentes entidades da cadeia de fornecimento, nomeadamente, fornecedores, fabricantes, distribuidores e clientes.

## Objectivos
Michael Porter indica que os clusters têm o potencial de melhorar a competitividade industrial de três formas diferentes:
- Incrementando a produtividade das empresas ligadas ao cluster,
- Aportando inovação,
- Estimulando a criação de novas empresas

## Motivações
- Necessidade de entrada em novos mercados
- Acesso a canais de distribuição estabelecidos
- Difusão e transferência de tecnologia
- Complementaridade tecnológica
- Partilha de riscos
- Redução de custos de produção e desenvolvimento
- Aceleração de introdução de novos produtos
- Ultrapassagem de barreiras legais
- Envolvimento de diferentes experiências e estilos
- Desenvolvimento econômico e social da região

## Condicionamentos
Diversos factores podem contribuir para dificultar o sucesso de cooperações entre empresas, nomeadamente:
- A dificuldade na garantia de um clima de confiança;
- Necessidade de infra-estruturas que assegurem uma aprendizagem comum e partilha de informação e conhecimento,
- Necessidade de infraestruturas legais que compreendam os direitos de propriedade intelectual ou direito a dividendos.

## Em Portugal
Em Portugal existe um conjunto de 16 clusters reconhecidos pelo IAPMEI com potencial de crescimento:
- Cluster das Indústrias da Fileira Florestal
- Cluster AEC - Arquitetura, Engenharia e Construção
- AED (Aeronáutica, Espaço e Defesa) Cluster
- Cluster da Plataforma Ferroviária Portuguesa
- Cluster da Vinha e do Vinho
- Cluster de Competitividade da Petroquímica, Química Industrial e Refinação
- Cluster do Calçado e Moda
- Cluster do Mar Português
- Cluster dos Recursos Minerais de Portugal
- Cluster Habitat Sustentável
- Cluster Smart Cities Portugal
- Cluster Têxtil: Tecnologia e Moda
- Engineering & Tooling Cluster
- Health Cluster Portugal
- MOBINOV | Cluster Automóvel Portugal
- Portuguese AgroFood Cluster
- PRODUTECH - Pólo das Tecnologias de Produção
- TICE.PT
- Cluster Turismo